# Johan Peringskiöld
Johan Peringskiöld indtil han blev adlet Peringer i 1693 (6. oktober 1654 i Strängnäs – 24. marts 1720 i Stockholm), var svensk antikvar. Han var rigsantikvar, runolog og arkæolog. Han var lillebror til orientalisten Gustaf Peringer, adlet Lillieblad (1651-1710).
Johan Peringer blev student i Uppsala i 1677. I 1680 blev han ansat i Antikvitetskollegiet, 1682 blev han kancellist dér og herefter blev han sammen med Johan Hadorph sat til at samle oplysninger og tegne runestene og fortidsminder i Sverige. Materiale indsamlet om store runestene blev senere udgivet i værket Bautil.
I 1697 udgav Peringskiöld Snorri Sturlusons Heimskringla med både en latin og svensk oversættelse. Fra 1698-1711 arbejdede han som islandsk oversætter.
Han er far til filolog og antikvar Johan Fredrik Peringskiöld (1689-1725).